# Pas de printemps pour Charlie
Pour plus de détails, voir Fiche technique et Distribution.
Pas de printemps pour Charlie (The Dixie Fryer) est un court métrage d'animation de la série Looney Tunes réalisé par Robert McKimson qui met en scène Charlie le coq. Le court métrage a été diffusé pour la première fois le 24 septembre 1960.

## Fiche technique
- Réalisation : Robert McKimson
- Scénario : Tedd Pierce
- Production : Warner Bros. Cartoons
- Musique originale : Milt Franklyn
- Montage : Treg Brown
- Format : 35 mm, ratio 1.37 :1, couleur Technicolor, mono
- Durée : 6 minutes
- Pays de production :  États-Unis
- Langue : anglais
- Genre : animation
- Distribution : 
  - 1960 : Warner Bros. Pictures cinéma
- Date de sortie : 
  - États-Unis : 24 septembre 1960

## Distribution
- Charlie le coq
- VO par Mel Blanc (voix)